# Peter Popitz
Peter Popitz (* 8. Oktober 1937 in Passau; † 12. Oktober 2017 in Frankenthal (Pfalz)) war ein deutscher Politiker (SPD). Er war von 1990 bis 1999 Oberbürgermeister der kreisfreien Stadt Frankenthal in der Pfalz.

## Leben

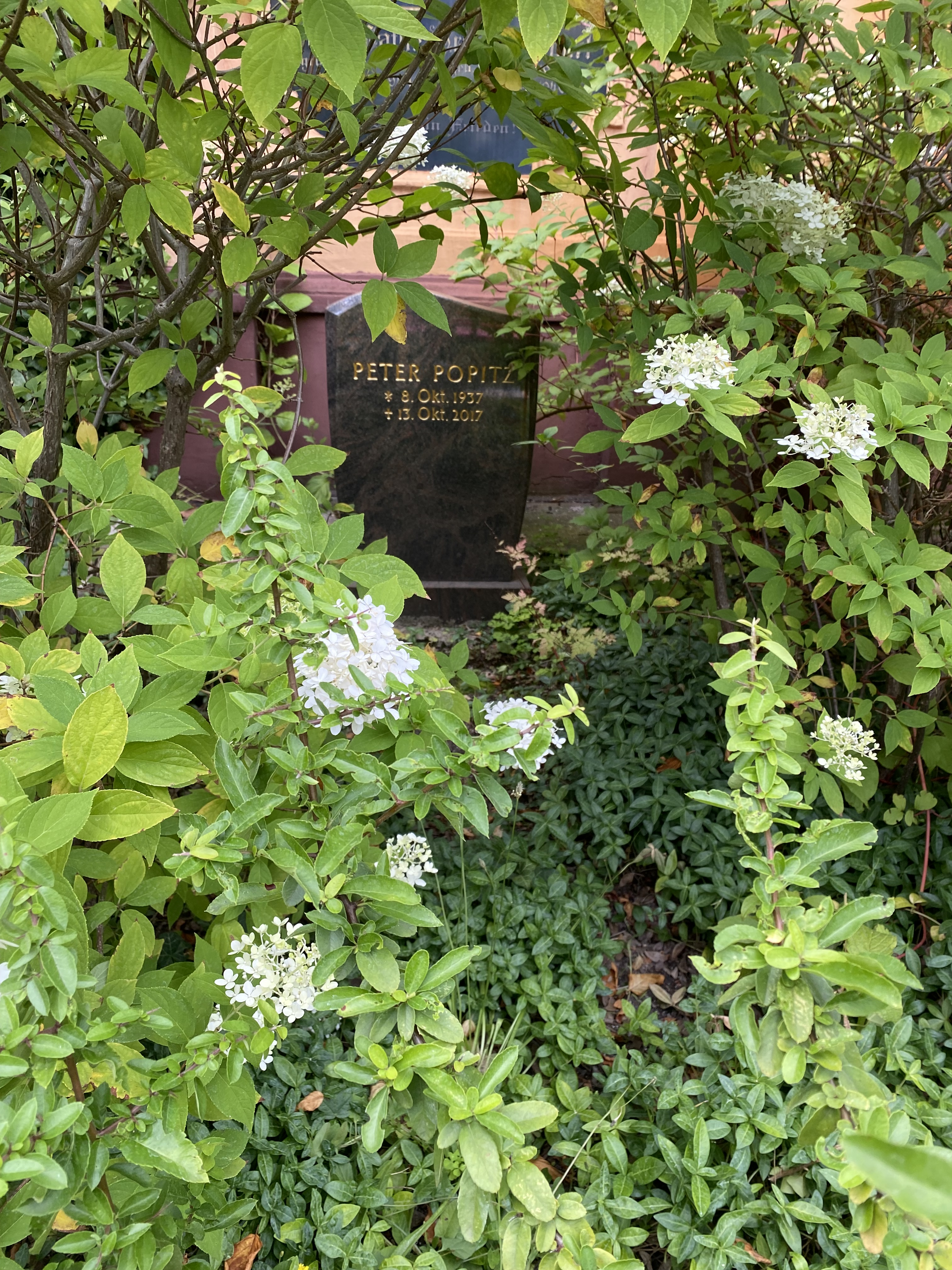
Grabstätte auf dem Friedhof Zehlendorf

Peter Popitz, Sohn von Ursula Popitz, geborene Czyborra, und des Bundesbahnoberrats Hanns-Heinz Popitz, sowie Großneffe des preußischen Finanzministers Johannes Popitz, erhielt sein Abitur 1958 in Nürnberg. Nach seinem Wehrdienst von 1959 bis 1964 studierte er Rechtswissenschaften an den Universitäten München, Freiburg und Berlin, wo er 1965 die 1. juristische Staatsprüfung und 1968 die Große Staatsprüfung bestand, wurde er 1969–1971 Gerichtsassessor am Kammergericht Berlin, bevor er von 1971 bis 1972 als persönlicher Referent des Regierenden Berliner Bürgermeisters Klaus Schütz tätig war. 1972 wechselte er als Leiter des Persönlichen Büros zu Gustav Heinemann (Bundespräsident 1969 bis 1974) nach Bonn. Anschließend ging er 1974 als Wissenschaftlicher Mitarbeiter der Arbeitsgruppe „Innenpolitische Grundsatzfragen“ zum Bundesministerium des Innern, bevor er 1976 in die Kommunalpolitik wechselte.
Popitz war Protestant und mit Jutta Popitz, geborene Bathe, verheiratet und hatte drei Kinder (Andreas, Christian und Elmar). Er ruht auf dem Berliner Friedhof Zehlendorf in der Familiengrabstätte Bathe.

## Politik
Am 9. Dezember 1976 wurde Popitz hauptamtlicher Bürgermeister und Dezernent für Kultur, Schule und Sport der Stadt Frankenthal (Pfalz). Als solcher initiierte er die renommierten Frankenthaler Gespräche, die zweijährlichen Kulturwochen der Stadt, den Perron-Kunstpreis (seit 1981) und als an preußischer Geschichte Interessierter eine „Preußische Tafelrunde“.
Am 13. Dezember 1989 wurde er vom Stadtrat zum Nachfolger von Jochen Riebel (CDU) bestimmt, der seine Amtszeit vorzeitig beendete. Seit 1. Januar 1990 war Popitz Oberbürgermeister der Stadt, ein Amt, das er zehn Jahre ausübte. Verdienste erwarb er sich durch die Städtepartnerschaften mit Strausberg in Brandenburg kurz nach der Wiedervereinigung 1990 und mit dem polnischen Sopot im folgenden Jahr. In seine Amtszeit fallen die Eröffnung der Stadthalle (1991, später Congress Forum Frankenthal), die Sanierung im Gebiet von Bahnhofstraße und Schlossergasse und die Aufwertung der Innenstadt durch verschiedene Bau- und Neugestaltungsmaßnahmen.
Im Ehrenamt war Popitz viele Jahre Vorsitzender der Frankenthaler Arbeiterwohlfahrt.

„Ich bin über die Bergpredigt zur SPD gekommen und nicht über den Marxismus.“

## Publikationen
Zwischen 1982 und 1984 war er zusammen mit Kurt E. Becker und Hans Peter Schreiner Herausgeber von sieben Bänden der Buchreihe Frankenthaler Gespräche (Pfälzische Verlagsanstalt, Landau/Pfalz). Beiträge der Gesprächs- und Veranstaltungsreihe kamen zum Beispiel von Erhard Eppler, Otto von Habsburg, Pinchas Lapide, Ernst-Heinrich Lutz, Alfred Mechtersheimer, Alphons Silbermann, Günter Verheugen, Dieter H. Vogel und Ruth Zutt.

## Auszeichnungen
Von 1972 bis 1974 erhielt Popitz neun ausländische Orden und Ehrenzeichen. So wurde er Kommandeur des Päpstlichen St. Gregorius-Ordens und bekam das Große Ehrenzeichen der Republik Österreich. Vom Bundesverband für den Selbstschutz (BVS) erhielt er 1980 die Ehrennadel. Er wurde zudem mit dem Verdienstkreuz am Bande der Bundesrepublik Deutschland und der Heinz-Galinski-Medaille geehrt, eine Auszeichnung, die seine Bestrebungen um die Aussöhnung mit den Juden ehrte. Er war seit 1999 Ehrenbürger von Strausberg.